# Samory Uiki
Samory Uiki Bandeira Fraga (Porto Alegre, 29 de novembro de 1996) é um atleta brasileiro do salto em distância. Atleta da Sogipa e da seleção brasileira de atletismo (CBAt), Samory fez parte da delegação brasileira nos Jogos Olímpicos de Tóquio 2020.

## Carreira
Aos oito anos, Samory começou a praticar atletismo em um projeto social de Porto Alegre. Após, conseguiu uma vaga na equipe da Sogipa e, por meio de seu talento, conquistou uma bolsa de estudos nos Estados Unidos — quando chamou atenção do mundo ao seu finalista do Mundial Sub-18, na Ucrância, com 16 anos. Hoje, além de atleta, é formado em Relações Internacionais pela Universidade de Kent, em Ohio, e fala três línguas: português, inglês e espanhol .
Ficou nos Estados Unidos, competindo pela universidade e em paraleleo pelo Brasil, até 2019 — quando se formou. Depois, recusou convite para um mestrado e voltou ao seu país natal para buscar um sonho: a classificação para os Jogos Olímpicos de Tóquio 2020 .
E, em meio à tantas incertezas devido a pandemia de covid-19, Samory conquistou vaga para sua primeira Olimpíada mais rápido do que esperava. Em abril de 2021, o gaúcho fez sua melhor marca na vida ao saltar 8m23cm, no Torneio Cidade de Bragança Paulista, e se garantir no evento do Japão. O feito é também a quinta melhor marca da história do salto em distância brasileiro .

## Jogos Olímpicos Tóquio 2020
Em 31 de julho de 2021, Samory fez sua estreia em Jogos Olímpicos. De suas três tentativas na fase classificatória, o gaúcho acertou apenas a primeira: 7m88cm. A marca, no entanto, não foi suficiente para avançar às finais em Tóquio 2020. Encerrou a competição com 16° melhor resultado no salto em distância .

## Conquistas

### 2022
- Bronze no Sul-Americano Indoor de Cochabamba

### 2021
- Ouro no Torneio Cidade Bragança Paulista
- Ouro no Estadual Adulto

### 2020
- Prata no Troféu Brasil

### 2019
- Prata por equipes na NCAA Division I Championship

### 2018
- Ouro no Sul-Americano Sub-23

### 2016
- Ouro no Kent State Tune Up

### 2015
- Ouro no Brasileiro Sub-20
- Ouro no Sul-Americano Sub-20

### 2014
- Prata no Brasileiro Sub-20

### 2013
- Ouro no Brasileiro Sub-18

### 2012
- Prata no Brasileiro Sub-18

### 2011
- Ouro no Brasileiro Sub-16

## Sites externos
Perfil de Samory no site da World Athletics.
Perfil de Samory no site da Kent State University.